# Aliena parva
Aliena parva — вид м'яких коралів родини Pterogorgiidae. Описаний у 2023 році.

## Поширення та середовище існування
Вид поширений біля острова Кокос на сході Тихого океану (належить Коста-Риці). Вид виявлено на різних рифах і скелястих виступах на північ і північний захід від острова, на глибині 20–30 м.

## Опис
Колонії — це інкрустовані килимки неправильної форми, що складаються з кластерів по 3–25 поліпів, які можуть бути з'єднані між собою тонкими коененхімними розширеннями, утворюючи між ними перемичкоподібні смуги. Колонії позбавлені осі. Поліпи втягуються в чашечки, які вкриті щільним шаром дрібних склеритів, що створює зернистий вигляд. Склерити — це переважно асиметричні веретена. Антокодіальні палички розташовані точками, не утворюючи комірця. Колонії та цененхімні склерити червоні, а поліпи прозорі. Щупальцеві склерити — це переважно жовті палички.